# Raneburgkogel
Raneburgkogel är en bergstopp i Österrike.   Den ligger i distriktet Lienz och förbundslandet Tyrolen, i den centrala delen av landet, 300 km väster om huvudstaden Wien. Toppen på Raneburgkogel är 2 926 meter över havet, eller 218 meter över den omgivande terrängen. Bredden vid basen är 1,3 km.
Terrängen runt Raneburgkogel är huvudsakligen bergig, men den allra närmaste omgivningen är kuperad. Runt Raneburgkogel är det ganska glesbefolkat, med 26 invånare per kvadratkilometer.. Närmaste större samhälle är Matrei in Osttirol, 10,0 km söder om Raneburgkogel. 
Trakten runt Raneburgkogel består i huvudsak av gräsmarker.